# ТЕС Бельці
ТЕЦ Бельці – теплова електростанція на півночі Республіки Молдова. 
Розвиток генеруючого майданчику в Бельцях почався у 1956-му, коли тут запустили паровий котел продуктивністю 20 тон пари на годину, від якого живилась турбіна потужністю 4 МВт. За два роки стали до ладу ще два такі ж котла та друга турбіна потужністю 4 МВт.  
В 1961-му ввели в роботу два більш полдуктивні котла виробництва Барнаульського котельного заводу типу БКЗ-75/39 з показниками по 75 тон пари на годину, а також турбіну №3 потужністю 12 МВт. У 1973-му її модернізували, перетворивши на турбіну із протитиском (здатна видавати додаткові об’єми пари).
Подальший розвиток майданчику здійснювався за рахунок встановлення додаткового та модернізації існуючого котельного обладнання. В 1968-му став до ладу ще один паровий котел БКЗ-75/39, а з 1971 по 1973 роки одиничну продуктивність перших трьох котлів збільшили до 40 тон пари на годину (після цього вони отримали маркування ГМ-40/39). В 1993-му змонтували паровий котел №7 типу БКЗ-75/39 ГМА-2 продуктивністю 75 тон пари на годину. Крім того, оскільки з 1961-го станція забезпечувала роботу системи централізованого опалення міста Бельці, на ній в 1970, 1973, 1986 та 1988 роках змонтували водогрійні котли типу КВГМ–100 потужністю по 116 МВт, які мали забезпечувати покриття пікового попиту на теплову енергію. 
Зміни у складі генеруючого обладнання почались в 1995-му, коли турбіну №3, яка відпрацювала свій ресурс, замінили новою типу ПТ-12-35 потужністю 12 МВт. Наступного року демонтували турбіни №1 та №2 і почали підготовку до встановлення ще однієї турбіни типу ПТ-12-35 з показником 12 МВт, яка, втім, стала до ладу лише в 2005-му (отримала станційний номер 1).
В 2019-му майданчик підсилили за рахунок чотирьох генераторних установок General Electric Jenbacher JMS 620 GS-NL. Вони працюють на основі двигунів внутрішнього згоряння та мають загальну електричну потужність у 13,4 МВт при тепловій потужності 12,5 МВт. При цьому в роботі все ще залишалась більшість попереднього обладнання, за виключенням парового котла №1 та двох водогрійних котлів.
На момент встановлення перші три котли ТЕЦ були розраховані на спалювання вугілля, проте під час модернізації на початку 1970-х їх перевели на мазут. Парові котли №№ 4 – 6, а також водогрійні котли з самого початку використовували мазуту. А в 1990 – 1993 всі котли перевели на спалювання природного газу, який надходить до Бельців по трубопроводу Ананьїв – Богородчани (в подальшому також очікується його подача по газопроводу Унгени – Бельці). Так само на блакитне паливо розраховані і установки Jenbacher.